# U500 Donbasz
Az U500 Donbasz (ukránul: Донбас) az Ukrán Haditengerészet 304-es típusú parancsnoki hajója. Eredetileg műhelyhajóként szolgált a szovjet Fekete-tengeri Flottában. Honi kikötője Bergyanszk.

## Története
A 304-es tervszámú (NATO-kódja: Amur-class) műhelyhajó építését 1969. július 17-én kezdték el Lengyelországban, a szczecini Adolf Warski Hajógyárban. 1969. november 29-én bocsátották vízre, majd 1970. szeptember 30-án állították szolgálatba a szovjet Fekete-tengeri Flottánál PM–9 (PM – Plavmasztyerszkaja, magyarul: úszó műhely ) jelzéssel. A hajó a flotta 472-es hajóhadosztályába volt beosztva és Szevasztopolban állomásozott.
A Fekete-tengeri Flotta Oroszország és Ukrajna közötti felosztásakor után, 1997. augusztus 1-jén a hajó az Ukrán Haditengerészethez került, ahol az U803 hadrendi jelzést és a Krasznodon nevet kapta (a Luhanszki területen található Krasznodon város után).
2001-ben átminősítették parancsnoki hajóvá, és akkor új hadrendi jelzés, az U500-t, valamint a Donbasz nevet kapta (a Donyec-medence után).
A Szevasztopolban javításon tartózkodó hajón 2004. december 28-án tűz ütött ki, melyet csak több mint 5 óra után tudtak eloltani.
2007. november 1-én a Szevasztopoli-öbölben a hajó viharba került. Elszabadult a kikötőtől és az öbölben csak horgonyra vetve sodródott. A hajó kisebb sérüléseket szenvedett. Ezt követően a rossz műszaki állapotú hajó több évig üzemen kívül volt.
2010-ben felújították (kb. 4 millió hrivnyáért) és 2011. január 21-én futott ki újra a tengerre. A Krím orosz megszállása során, 2014. március 20-án a hajó orosz ellenőrzés alá került. 2014. április 15-én Oroszország visszaszolgáltatta Ukrajnának. A hajó új állomáshelye Odessza lett.
A hajót 2018. szeptember 22-én áttelepítették az Azovi-tengerre, ahol a Bergyanszkban kiépítendő új ukrán haditengerészeti bázis támogatása volt a feladata.
A hajó az Ukrajna elleni 2022-es ország invázió során, a mariupoli csatában a várost védő ukrán erőket segítette. A hajó 2022. április 4-én találatot kapott, kigyulladt és a mariupoli kikötőben részlegesen a víz alá merült.